# Черняк Франц Андрійович
Франц Андрійович Черня́к (10 липня 1938, Лютина — 6 квітня 2025) — український художник скла й кераміки, педагог, професор кафедри художнього скла Львівської національної академії мистецтв; член Національної спілки художників України з 1971 року.

## Життєпис
Народився 10 липня 1938 року в селі Лютині (тепер Пряшівський край, Словаччина), де мешкав до 1947 року. Взимку цього ж 1947 року разом з батьками та родиною був примусово переселений радянською владою до села Боратин Луцького району Волинської області, де і розпочав творчий шлях. 1963 року закінчив Львівське прикладне училище імені І. Труша. Член КПРС з 1967 року. У 1971 році закінчив Львівський інститут прикладного та декоративного мистецтва (викладачі Р. Сельський, Д. Крвавич, І. Томчук).
Працював на Львівській експериментальній кераміко-скульптурній фабриці.
Помер 6 квітня 2025 року на 87-му році життя.

## Творчість
Створював побутовий та декоративний посуд — штофи, плесканці, тарелі, підсвічники, світильники; об'ємно-просторові декоративні композиції, вітражі. Серед творів:
- композиції:

- - «Ліс» (1971);
  - «Дівчина з квіткою» (1971);
  - «Склодуви» (1977);
  - «Космос» (1979);
  - «Колос» (1980);
  - «Карпати» (1980);
  - «Пінгвіни» (1980);
  - «Риба» (1981);
  - «Сови» (1981);
  - «Тунгуський метеорит» (1985);
  - «Орбіта» (1986);
  - «Народження матерії» (1987);
  - «Пори року» (1987);
  - «Маски» (1988);
  - «Птахи» (1988);
  - «Мереживо» (1988);
  - «Регата» (1990);
  - «Писанки» (1991);
  - «Голови марсіан» (1991);

- серія штофів «Маски» (1969—1970);
- підсвічники «Сонечко», «Промінь» (1970);
- десертний набір «Квітка» (1970);
- набір ваз «Червоні квіти» (1981);
- вітражі:
  - Львівський автобусний завод;
  - Хмельницький музично-драматичний театр;
  - палаци урочистостей у Миколаєві та Очакові, палац культури «Верховина» в Дрогобичі.

Роботи майстра знаходяться у музеях Києва, Івано-Франківська, Москви, Корнінга, Нью-Йорка, Нансі, багатьох приватних колекціях Європи.

## Відзнаки
- Заслужений художник УРСР з 1983 року;
- Нагороджений орденом «Знак Пошани» (1986)[1];
- Народний художник України з 2002 року[2].